# Bertenrath
Bertenrath ist eine Hofschaft in der Stadt Leichlingen (Rheinland) im Rheinisch-Bergischen Kreis.

## Lage und Beschreibung
Bertenrath liegt nördlich des Leichlinger Zentrums an der Kreisstraße 10 im zur Wupper abfallenden Osthang der Leichlinger Hochfläche. Der nahe Fluss bildet nördlich vom Ort die Stadtgrenze zu Solingen.
Nachbarorte sind Kradenpuhl, Nesselrath, Altenhof, Scheidt, Kuhle, Hülstrung, Bergerhof, Weide, Bennert, Diepenbroich, Oberschmitte, Ellenbogen, Buntenbach, Waltenrath, Bechlenberg, Pohligshof, Dierath, Wachholder, Schmerbach und Unterberg. Wüst gefallen ist Büchelshäuschen.

## Geschichte
Bertenrath wurde erstmals im Jahr 1327 als Bertenroth urkundlich erwähnt. Der Ortsname leitet sich von dem Personen- bzw. Familienname Bertho ab, kombiniert mit dem Rodungstoponym -rath. Die Karte Topographia Ducatus Montani aus dem Jahre 1715 zeigt den Hof unter dem Namen Bertenrath. Im 18. Jahrhundert gehörte der Ort zum Kirchspiel Leichlingen im bergischen Amt Miselohe. Die Topographische Aufnahme der Rheinlande von 1824 und die Preußische Uraufnahme von 1844 verzeichnen den Ort als Berthenrath bzw. Bertenrath.
1815/16 lebten 14 Einwohner im Ort. 1832 gehörte Bertenrath der Bürgermeisterei Leichlingen an. Der laut der Statistik und Topographie des Regierungsbezirks Düsseldorf als Hofstadt kategorisierte Ort besaß zu dieser Zeit sechs Wohnhäuser und elf landwirtschaftliche Gebäude. Zu dieser Zeit lebten 35 Einwohner im Ort, allesamt evangelischen Glaubens.
Im Gemeindelexikon für die Provinz Rheinland werden 1885 acht Wohnhäuser mit 33 Einwohnern angegeben. 1895 besitzt der Ort zehn Wohnhäuser mit 48 Einwohnern, 1905 neun Wohnhäuser und 40 Einwohner.